# Nuttallia obscurata
Nuttallia obscurata is een tweekleppigensoort uit de familie van de Psammobiidae. De wetenschappelijke naam van de soort is voor het eerst geldig gepubliceerd in 1857 door Lovell Augustus Reeve.
Rechter en linker klep van hetzelfde exemplaar:

Rechter klep
Linker klep

## Verspreiding
Nuttallia obscurata is inheems in het noordwesten van de Stille Oceaan uit Rusland, Japan en China. In 1991 werd deze soort ontdekt in Blaine (Washington) aan de grens tussen Washington en Brits-Columbia. Men denkt dat het als larven is geïntroduceerd in ballastwater van schepen die de nabijgelegen haven van Vancouver binnenvaren. Het heeft zijn bereik uitgebreid naar het noorden tot in de Straat van Georgia en naar het zuiden naar Puget Sound, Willapa Bay en Coos Bay in Oregon. Het is een gravende tweekleppige die gevonden kan worden in zand, grind en modder, vaak in het bovenste intergetijdengebied. Het geeft de voorkeur aan estuaria en andere gebieden die worden beïnvloed door de instroom van zoetwater. Sinds de introductie heeft het zich snel verspreid en hoge dichtheden ontwikkeld in een groot deel van zijn geïntroduceerde verspreidingsgebied.